# Departamentul Trezoreriei Statelor Unite ale Americii
Departamentul Trezoreriei Statelor Unite este trezoreria națională și departamentul de finanțe al guvernului federal al Statelor Unite ale Americii, pe care îl servește ca departament executiv. Departamentul supraveghează Biroul de gravură și tipar și US Mint. Aceste două agenții au responsabilitatea de a tipări toate bancnotele și monedele în timp ce  Trezoreria îndeplinește circulația acestora în sistemul fiscal intern. Departamentul Trezoreriei colectează toate taxele federale prin Sistemul de Venituri Interne; gestionează Instrumentele de datorie guvernamentală a SUA; autorizează și supraveghează băncile și instituțiile de economii și consiliază ramurile legislative și executive în probleme de politică fiscală. Departamentul este administrat de secretarul trezoreriei, care este membru al Cabinetului. Trezorierul Statelor Unite are atribuții statutare limitate, dar îl sfătuiește pe secretar cu privire la diverse chestiuni, cum ar fi monedele și producția de valută. Semnăturile ambilor oficiali apar pe toate Notele de Rezervă Federală.